# Aterigena ligurica
Aterigena ligurica là một loài nhện trong họ Agelenidae. Chúng được Eugène Simon miêu tả năm 1916.